# 甲申南迁之议
甲申南迁之议或称南迁之议，是指明朝崇祯十七年（1644年）中国农历甲申年的一次南迁国都的历史事件。崇祯末年春，李自成已破宣大，京城危急，廷臣有南迁之议。崇祯帝欲迁都南京，但遭诸大臣反对，使南迁计划不能实施。最终北京被李自成攻破，崇祯帝自缢殉国。

## 背景
崇祯帝在位期间的大明王朝可谓是内忧外患，内有流寇到处猖獗，关外满洲虎视中原，作为明朝的首都北京已处于风雨飘摇的境地。而崇祯帝本人面对这种局面唯一的办法那就是放弃危在旦夕的北京，到南京建立临时中央。崇祯帝曾召見主張「南遷圖存」的左中允李明睿說：「朕有此志久矣，無人贊勷，故遲至今。汝意與朕合。朕志決矣。諸臣不從，奈何？爾且密之。」。崇祯帝意思是先把首都从北京迁到南京，让皇统南移江南，再徐图恢复中原和关外故地，其实这在当时局势糜烂的情况下实在不失为上策，崇祯帝若能果断实施，还可以为明朝延长国祚。但是当时的朝中舆论使他不敢公开提出南迁。崇祯帝想要南迁的想法三次，然而全被搅黄了。

## 过程

### 第一次
早在崇祯十六年（1643年）的四月份之前，崇祯帝感觉到北方面对内外压力可能守不住，于是就有迁都的念头。但是这个风声被懿安皇后知道了，报告给了周后，而周后马上给崇祯说此事，崇祯听到这个消息后只能作罢，迁都的想法只能暂时搁置下来。

### 第二次
崇祯十七年（1644年）正月初三，眼看北方战局局势一步步恶化，朝中有的大臣终于提出南迁避祸的议程。当时的左中允李明睿、总宪李邦华、原九江军府总督吕大器私下被崇祯帝在德正殿召见，当崇禎皇帝问到今后的策略时，李明睿的回答相当坦率，甚至在提到北方失利时也无所顾忌。他直言不讳的说，农民军已经逼临京城，朝廷正值“危急存亡之秋”，唯一明智的选择就是迁都南京。崇祯帝听到后大吃一惊，对李明睿说:“此事重，未可易言。”既而指天问道：“上天未知如何？”李明睿略加思索，便试图就天命问题劝说崇祯帝。
崇祯帝很可能为维护君主意志，而对这段涉及其道义责任的议论大发雷霆，但此次他并未将其视为臣下对自己的责难，反在确认四周无人偷听后问道而崇祯帝给他的答复是：“此事我已久欲行，因无人赞襄，故迟至今，汝意与朕合，但外边诸臣不从，奈何？此事重大，尔且密之，切不可轻泄，泄则罪坐汝。”崇祯帝明确表示了自己的立场，又询问南迁的具体步骤。李明睿提出最佳路线是取道山东，装作到文王与孔子庙朝圣。一旦到了曲阜，御驾便可快马加鞭南下，20天内即可赶到比较安全的淮安地界。那时——李明睿向崇禎皇帝保证——举国上下必群情振奋。因为崇祯帝一旦出现在京城之外，国之龙虎必起而响应，陛下遂可握天下于股掌之中。但是李明睿又斗胆警告说，如果崇禎帝仍在京城厮守尊位，则明朝必亡。崇祯帝颇为其言所动，简短答道：知道了。遂令三人退下。自己返回后宫。
当晚，崇禎皇帝又召李明睿进宫参加另一次秘密会议，并于会后将这位翰林学士单独留下，向他提出了一连串问题。中途接应部队的安排，统领人员，中途在驻扎地点，李明睿打算先秘密派遣将领至济宁部署接应部队，并在比较安全的济宁、淮安两地安排驻地。崇禎帝又问接应部队从哪里调集，李明睿承认，所有明军主力不是用于镇守关口，抵御义军，就是在边地抗击清军。京城关门兵也不能全部抽出，因为必须留下部分军队护卫留守北京的官员。所以只能暗中派遣一些朝中官员从京畿八府征募新兵。
从这里可以看出崇祯帝是想要南迁，因为江南形势和条件比久经战乱的北方要好，而且在当时的江北各地尚有刘良佐、刘泽清、黄得功、左良玉、高杰五位总兵驻守，显然比北京安全。而举朝大臣竟然没有一个人给崇祯台阶下，不支持崇祯南迁的想法。

### 第三次
一直到崇祯十七年（1644年）二月份，李自成在此时已经攻陷山西，距离崇祯帝煤山殉国只有一月左右，左都御史李邦华和左中允李明睿再次上疏请“太子监国南都”和主張“皇上自然守社稷”，崇祯帝看了李邦华的奏疏之后表示“得疏意动，绕殿行，且读且叹，将行其言”，然后对南迁议案在朝堂上充分讨论，以給事中光時亨为代表的多数廷臣持反对态度，“给事中光时亨以倡泄密纠之”，光時亨指責“李明睿南遷為邪說。”、“不殺明睿，不足以安人心！”，但是他受到了崇祯帝的训斥。就这样大臣遂不敢議論南遷之事。而在舆论胁迫下的崇禎皇帝只得坚守北京，直至煤山自缢。
在崇祯帝面前振振有词阻挠南迁计划的光时亨在城破后，率先投降了李自成。而倡议南迁的李邦华在城破之后殉国了。

## 评价
崇祯帝面对内忧外患，南迁之议提上日程并且历时两个月之久，但最终未付诸行动，究其原因崇祯本人负有很大责任，他的犹疑态度和刚愎自用断送了南迁计划，最终李自成攻入北京，明朝灭亡。
崇祯帝殉国后，明朝的遗民们想起这件事无不惋惜。在计六奇的《明季北略》的《附记南迁得失》中写道：“当自成踰秦入晋，势已破竹，惟南迁一策，或可稍延岁月。”而对光时亨则痛恨不已“且先帝身殉社稷，假令时亨骂贼而死，虽不足以赎陷君之罪，尚可稍白始志之靡他，而竟躬先从贼，虽寸磔亦何以谢帝与地下乎？”
黃宗羲在《明夷待訪錄》《建都》條云：「當李賊之圍京師也，毅宗亦欲南下，而孤懸絕北，音塵不貫，一時既不能出，出亦不能必達，故不得已而身殉社稷。」

## 影响
美国汉学三杰之一的魏斐德在《洪业——清朝开国史》指出：崇祯帝拒绝了南迁的建议，既不遣太子去南京，他本人也不离京。这对后来满清占领北京时的形势产生了深远影响。满清比较完整地接管了明朝的中央政府，遂拥有了他们颇为缺乏的东西，由此接收了明朝几乎全部汉族官吏，依靠他们接管天下并最后征服南方。崇祯帝的决定还导致诸多皇室宗亲之继承权利的暧昧不定，以致派系倾轧削弱了南明政权。此外，复明阵营也因之少了一批立志恢复失地，渴望对清朝发动反攻以便光复家园的北方人。崇祯帝这一自我牺牲的决定，就这样最终毁灭了后来复明志士坚守南方的许多希望。